# (576) Эмануэла
(576) Эмануэла (нем. Emanuela) — астероид главного пояса, который был открыт 22 сентября 1905 года немецким астрономом Паулем Гёцем в Обсерватории Хайдельберг-Кёнигштуль и назван в честь его подруги.